# NGC 5178
NGC 5178 este o liner situată în constelația Fecioara. A fost descoperită în 11 mai 1883 de către Ernst Wilhelm Tempel. Se află la o distanță de 92,61 de megaparseci de Pământ.